# Partito dei Lavoratori (Malta)
Il Partito dei Lavoratori (in maltese: Partit tal-Ħaddiema; in  inglese: Malta Workers Party) è stato un partito politico maltese di sinistra fondato nel 1949 dall'allora primo ministro Paul Boffa, dopo la sua decisione di lasciare il partito laburista in seguito ad un voto di sfiducia nei confronti del suo governo.

## Storia
Alle elezioni del 1950 il partito dei lavoratori ottiene 11 seggi (lo stesso numero di quelli eletti tra le file dei laburisti). Ciò consentì al  partito nazionalista di formare un governo di minoranza.
Alle successive elezioni del 1951 il partito dei lavoratori ottiene sette seggi ma va al Governo in coalizione con i nazionalisti. 
Nel 1953 il declino del partito fondato da Boffa è evidente: si aggiudica solo tre seggi e nel 1955 viene sciolto.

## Risultati elettorali
| Elezione          | Voti   | % | Seggi   |
| ----------------- | ------ | - | ------- |
| Parlamentari 1950 | 24.616 |   | 11 / 40 |
| Parlamentari 1951 | 21.158 |   | 7 / 40  |
| Parlamentari 1953 | 14.000 |   | 3 / 40  |